# Pabandom iš naujo! 2020
Pabandom iš naujo! 2020 fand zwischen dem 11. Januar und dem 15. Februar 2020 statt und ist der litauische Vorentscheid für den Eurovision Song Contest 2020 in Rotterdam (Niederlande). Die Band The Roop gewann den Vorentscheid mit ihrem Lied On Fire.

## Format

### Konzept
Am 26. September 2019 verkündete die litauische Rundfunkgesellschaft Lietuvos nacionalinis radijas ir televizija (LRT) ihr Konzept für den Eurovision Song Contest 2020. Im Vergleich zu den vergangenen Ausgaben des Eurovizijos, soll der Fokus diesmal auf die Qualität der Beiträge gelegt werden. Daher wird die Anzahl der Sendungen auf sechs reduziert. Eine neue Arbeitsgruppe soll den Auswahlprozess begleiten. Neben dem stellvertretenden Generaldirektor von LRT, Gytis Oganauskas, werden Ramūnas Zilnys (Programmchef LRT televizija), Audrius Giržadas (Produzent), Giedrius Masalskis (Programmdirektor von LRT Radijas), Darius Užkuraitis (Programmchef LRT Opus), Rūta Putnikienė (LRT-Kommunikationsmanagerin), Jolanta Tarasevičienė (LRT-Koordinatorin für Außenbeziehungen) und Povilas Varvuolis (Regisseur) den Auswahlprozess begleiten. Zudem wurde bekannt gegeben, dass der Vorentscheid fortan nicht mehr als Eurovizijos dainų konkurso nacionalinė atranka, sondern unter dem Titel Pabandom iš naujo! (deutsch Wir versuchen's auf Neue!) stattfinden soll.
Angelehnt an das Jury-Konzept des Eurovision Song Contests, sollen die Jurys die Auftritte während der Sendungen fortan nicht mehr kommentieren. Stattdessen werden sie sich die Auftritte in einem anderen Raum anschauen. Auch das Zuschauervoting soll nicht mehr während der Sendung zu sehen sein, sondern erst am Ende der Sendung veröffentlicht werden. Es ist ebenfalls nicht mehr möglich, mit zwei Liedern gleichzeitig am Wettbewerb teilzunehmen. LRT kündigte eine finanzielle Unterstützung für den Gewinner des Vorentscheids an, um dessen Auftritt zu verbessern.
Am 23. Dezember 2019 gab LRT bekannt, dass insgesamt 36 Beiträge an der Sendung teilnehmen werden. Die Interpreten und ihre Beiträge wurden am 3. Januar 2020 vorgestellt.

### Sendungen
Der Vorentscheid wird aus insgesamt sechs Sendungen bestehen. In den ersten drei Sendungen, den Heats, werden alle 36 Teilnehmer auftreten. Pro Heat qualifiziert sich die Hälfte aller Beiträge, also insgesamt sechs, für eine der beiden Halbfinale. Dort treten dann pro Halbfinale neun Interpreten an, von denen sich jeweils vier für das Finale qualifizieren werden. Eine fünfköpfige Jury und die Zuschauer entscheiden in allen Sendungen jeweils zu gleichen Teilen.

### Beitragswahl
Vom 30. September bis zum 8. Dezember 2019 hatten Komponisten die Gelegenheit, einen Beitrag beim litauischen Fernsehen LRT einzureichen. Am 23. Dezember 2019 gab LRT bekannt, dass sie insgesamt 60 Lieder erhalten haben.

### Moderation
Am 23. Dezember 2019 gab LRT bekannt, dass, wie bereits im Vorjahr, wieder die Moderatorin Gabriele Martirosian und der Moderator Giedrius Masalskis als Duett zusammen durch die Sendungen führen werden. Die Sängerin Ieva Zasimauskaitė hingegen wird die Moderation des Green Rooms übernehmen. Sie nahm in der Vergangenheit bereits vier mal am Vorentscheid teil und gewann ihn 2018 und erreichte den zwölften Platz im Finale des Eurovision Song Contest 2018.

## Teilnehmer
Die 36 Teilnehmer sowie ihre Liedertitel wurden am 3. Januar 2020 vorgestellt.

### Zurückkehrende Interpreten
Eine Reihe von Interpreten kehren 2020 zum Wettbewerb zurück. Besonders hervorzuheben ist dabei die Teilnahme von der Sängerin Aistė Pilvelytė, die zum zwölften Mal an der litauischen Vorentscheidung teilnimmt, ohne diese je gewonnen zu haben.
| Interpret            | Vorheriges Teilnahmejahr                                          |
| -------------------- | ----------------------------------------------------------------- |
| Aistė Pilvelytė      | 1999, 2002, 2004, 2005, 2006, 2007, 2008, 2010, 2014, 2016 & 2017 |
| Alen Chicco          | 2019                                                              |
| Donata               | 2018                                                              |
| Gabrielius Vagelis   | 2013, 2017 & 2018                                                 |
| Glossarium           | 2019                                                              |
| Justina Žukauskaitė  | 2018 & 2019                                                       |
| Justinas Lapatinskas | 2014                                                              |
| Lukas Norkūnas       | 2018                                                              |
| Monika Marija        | 2018 & 2019                                                       |
| Ruslanas Kirilkinas  | 2016                                                              |
| Rūta Loop            | 2018                                                              |
| The Roop             | 2018                                                              |
| Twosome              | 2018 & 2019                                                       |
| Voldemars Petersons  | 2019                                                              |

## Heats

### Heat 1
Heat 1 fand am 11. Januar 2020 um 21:00 Uhr (EET) statt. Sechs Interpreten qualifizierten sich für das Halbfinale. Geruta Griniute, Darius Uzkuraitis, Giedre Kilciauskiene und Leon Somov bildeten die Jury.
| Platz | Startnr. | Interpret            | Lied Musik (M) und Text (T) | Sprache   | Übersetzung (Inoffiziell)   | Jury    | Jury   | Zuschauer                  | Zuschauer | Gesamt |
| Platz | Startnr. | Interpret            | Lied Musik (M) und Text (T) | Sprache   | Übersetzung (Inoffiziell)   | Stimmen | Punkte | Stimmen (Televoting & SMS) | Punkte    | Gesamt |
| ----- | -------- | -------------------- | --- | --------- | --------------------------- | ------- | ------ | -------------------------- | --------- | ------ |
| 01.   | 11       | Monika Marija        | If I Leave M: Monika Marija Paulauskaitė, Marius Leskauskas; T: Monika Marija Paulauskaitė                                             | Englisch  | Wenn ich gehe               | 54      | 12     | 1.006                      | 12        | 24     |
| 02.   | 02       | Baltos Varnos        | Namų dvasia M: Mildos Andrijauskaitė-Bakanauskienė, Terese Andrijauskaitė; T: Mildos Andrijauskaitė-Bakanauskienė                      | Litauisch | Der Geist des Zuhauses      | 46      | 10     | 0592                       | 10        | 20     |
| 03.   | 10       | Meandi               | DRIP M/T: Saulius Šemiotas | Englisch  | Tropfen                     | 46      | 10     | 0461                       | 8         | 18     |
| 04.   | 12       | Gabrielius Vagelis   | Tave čia randu M/T: Gabrielius Vagelis                                                                                                 | Litauisch | Ich finde dich hier         | 38      | 7      | 0394                       | 6         | 13     |
| 05.   | 08       | Andy Vaic            | Why Why Why M/T: Andrius Vaicenavičius                                                                                                 | Englisch  | Warum, warum, warum         | 22      | 5      | 0446                       | 7         | 12     |
| 06.   | 05       | Petunija             | Show Ya M: Agnė Šiaulytė, Kęstutis Vaitkevičius, Adas Gecevicius; T: Agnė Šiaulytė                                                     | Englisch  | –                           | 24      | 6      | 0240                       | 5         | 11     |
| 07.   | 09       | aika                 | Paradas M/T: Jekaterina Fiodorova | Litauisch | Parade                      | 18      | 4      | 237                        | 4         | 08     |
| 08.   | 01       | Glossarium           | Game Over M: Tadas Kaminskas, Lukas Gubanovas, Aivaras Daniel, Aurimas Jazdauskas; T: Saulius Šivickas, Lukas Gubanovas                | Englisch  | Das Spiel ist aus           | 18      | 4      | 0218                       | 2         | 06     |
| 09.   | 04       | Aistay               | Dangus man tu M/T: Aistė Tomkevičiūtė-Pajaujienė                                                                                       | Litauisch | Der Himmel bist für mich du | 11      | 2      | 0228                       | 3         | 05     |
| 10.   | 03       | Justinas Lapatinskas | High Way Story M: Justinas Stanislovaitis, Justinas Lapatinskas, Marius Matulevičius; T: Justinas Stanislovaitis, Justinas Lapatinskas | Englisch  | High Way Geschichte         | 08      | 1      | 0043                       | 0         | 01     |
| 11.   | 07       | Donata               | Made Of Wax M/T: Hannah Brine, Niko Westelinck, Christopher Wortley                                                                    | Englisch  | Aus Wachs                   | 04      | 0      | 0125                       | 1         | 01     |
| 12.   | 06       | Lukas Norkūnas       | Atsiprašyk M/T: Lukas Norkūnas | Litauisch | Entschuldige dich           | 01      | 0      | 0083                       | 0         | 0      |

 Kandidat hat sich für das Halbfinale qualifiziert.

### Heat 2
Heat 2 fand am 18. Januar 2020 um 21:00 Uhr (EET) statt. Sechs Interpreten qualifizierten sich für das Halbfinale.
| Platz | Startnr. | Interpret            | Lied Musik (M) und Text (T)                                                                                           | Sprache  | Übersetzung (Inoffiziell) | Jury    | Jury   | Zuschauer                  | Zuschauer | Gesamt |
| Platz | Startnr. | Interpret            | Lied Musik (M) und Text (T)                                                                                           | Sprache  | Übersetzung (Inoffiziell) | Stimmen | Punkte | Stimmen (Televoting & SMS) | Punkte    | Gesamt |
| ----- | -------- | -------------------- | --- | -------- | ------------------------- | ------- | ------ | -------------------------- | --------- | ------ |
| 01.   | 11       | Moniqué              | Make Me Human M/T: Vytautas Bikus                                                                                     | Englisch | Mach mich menschlich      | 60      | 12     | 0851                       | 10        | 22     |
| 02.   | 03       | Kristina Jure        | My Sound of Silence M/T: Aurimas Papečkys                                                                             | Englisch | Mein Klang der Stille     | 28      | 6      | 1.071                      | 12        | 18     |
| 03.   | 01       | Rūta Loop            | We Came from the Sun M: Rūta Žibaitytė, Kasparas Meginis, Edgaras Žaltauskas, Paulius Vaicekauskas; T: Rūta Žibaitytė | Englisch | Wir kommen von der Sonne  | 45      | 10     | 0523                       | 7         | 17     |
| 04.   | 07       | Viktorija Miškūnaitė | The Ocean M/T: Jacob Jonia, Viktorija Miškūnaitė                                                                      | Englisch | Der Ozean                 | 34      | 7      | 0670                       | 8         | 15     |
| 05.   | 04       | Alen Chicco          | Somewhere Out There M: Tomas Alenčikas, Faustas Venckus; T: Tomas Alenčikas                                           | Englisch | Irgendwo da draußen       | 39      | 8      | 0522                       | 6         | 14     |
| 06.   | 06       | Germanas Skoris      | Chemistry (Breaking Free) M/T: Germanas Skoris                                                                        | Englisch | Chemie                    | 18      | 4      | 0428                       | 4         | 08     |
| 07.   | 02       | Soliaris             | Breath M: Rolandas Venckias, Viktoras Olechnovičius; T: Algimantas Minalga, Ray Andre                                 | Englisch | Atmen                     | 22      | 5      | 0179                       | 1         | 06     |
| 08.   | 10       | Twosome              | Playa M: Justinas Stanislovaitis, Paulius Šinkūnas, Marius Matulevičius; T: Justinas Stanislovaitis, Paulius Šinkūnas | Englisch | Strand                    | 04      | 0      | 0517                       | 5         | 05     |
| 09.   | 08       | Antturi              | I Gotta Do M: Žeraldo Povilaić; T: Marijos Povilaités                                                                 | Englisch | Ich muss es tun           | 11      | 1      | 0266                       | 3         | 04     |
| 10.   | 09       | Abrokenleg           | Electric Boy M: Aistė Motiejūnaitė, Darjuš Loznikov, Edvard Ragoža, Adas Gecevičius; T: Aistė Motiejūnaitė            | Englisch | Elektrischer Junge        | 14      | 3      | 0142                       | 0         | 03     |
| 11.   | 12       | Voldemars Petersons  | Wings of Freedom M/T: Voldemars Petersons                                                                             | Englisch | Flügel der Freiheit       | 12      | 2      | 0155                       | 0         | 02     |
| 12.   | 05       | Indraya              | You and I M: Andrius Bernatonis; T: Joel Wayman                                                                       | Englisch | Du und ich                | 03      | 0      | 0264                       | 2         | 02     |

 Kandidat hat sich für das Halbfinale qualifiziert.

### Heat 3
Heat 3 soll am 25. Januar 2020 um 21:00 Uhr (EET) stattfinden. Sechs Interpreten werden sich für das Halbfinale qualifizieren.
| Platz | Startnr. | Interpret           | Lied Musik (M) und Text (T)                                                                                                  | Sprache   | Übersetzung (Inoffiziell)      | Jury    | Jury   | Zuschauer                  | Zuschauer | Gesamt |
| Platz | Startnr. | Interpret           | Lied Musik (M) und Text (T)                                                                                                  | Sprache   | Übersetzung (Inoffiziell)      | Stimmen | Punkte | Stimmen (Televoting & SMS) | Punkte    | Gesamt |
| ----- | -------- | ------------------- | --- | --------- | ------------------------------ | ------- | ------ | -------------------------- | --------- | ------ |
| 01.   | 12       | The Roop            | On Fire M: Vaidotas Valiukevičius, Robertas Baranauskas, Mantas Banišauskas; T: Vaidotas Valiukevičius                       | Englisch  | In Brand geraten               | 54      | 12     | 2.175                      | 12        | 24     |
| 02.   | 11       | Aistė Pilvelytė     | Unbreakable M: Thomas G:son, Johnny Sanchez; T: Thomas G:son                                                                 | Englisch  | Für immer                      | 46      | 8      | 1.692                      | 10        | 18     |
| 03.   | 05       | KaYra               | Alligator M: Kristina Radžiukynaitė, Marius Leskauskas; T: Kristina Radžiukynaitė                                            | Englisch  | Alligator                      | 33      | 7      | 1.240                      | 8         | 15     |
| 04.   | 07       | Evgenya Redko       | Far M: Asaf Yehuda, Evgenya Redko, Rolands Venckys; T: Asaf Yehuda                                                           | Englisch  | Was ist mit uns                | 50      | 10     | 0423                       | 4         | 14     |
| 05.   | 04       | Rokas Povilius      | Vilnius Calling M/T: Rokas Povilius                                                                                          | Englisch  | Vilnius ruft                   | 26      | 6      | 0526                       | 5         | 11     |
| 06.   | 01       | The Backs           | Fully M: Berta Timinskaitė, Artiomas Penkevičius, Algė Matekūnaitė, Eglė Gadeikytė, Silvija Pankūnaitė; T: Berta Timinskaitė | Englisch  | Völlig                         | 12      | 2      | 0757                       | 7         | 09     |
| 07.   | 09       | Nombeko Augustė     | Reikia man M: Kasparas Barisas; T: Nombeko Augustė Khotseng                                                                  | Litauisch | Brauche ich                    | 26      | 6      | 0247                       | 2         | 08     |
| 08.   | 08       | Ruslanas Kirilkinas | Soldier's Heart M/T: Edgaras Lubys                                                                                           | Englisch  | Soldaten Herz                  | 17      | 4      | 0383                       | 3         | 07     |
| 09.   | 02       | Bernardas           | Dad, Don’t Be Mad At Me M/T: Bernardas Garbačauskas                                                                          | Englisch  | Papa, sei nicht sauer auf mich | 2       | 0      | 0703                       | 6         | 06     |
| 10.   | 10       | Vitalijus Špokaitis | Nemušk savęs M: Dominykas Vaitiekūnas, Rolandas Venckys, Dovydas Kiauka; T: Dominykas Vaitiekūnas                            | Litauisch | Schlag dich nicht              | 13      | 3      | 0183                       | 0         | 03     |
| 11.   | 03       | Justina Žukauskaitė | Breath In M: Samuel Bugia Garrido; T: Justina Žukauskaitė                                                                    | Englisch  | Atme ein                       | 10      | 1      | 0239                       | 1         | 02     |
| 12.   | 06       | Lukas Bartaška      | Where Is That Change? M: Leonardas Pilkauskas, Lukas Bartaška; T: Lukas Bartaška                                             | Englisch  | Wo ist diese Veränderung?      | 1       | 0      | 0093                       | 0         | 0      |

 Kandidat hat sich für das Halbfinale qualifiziert.

## Halbfinale

### Erstes Halbfinale
Das erste Halbfinale (Pusfinalis 1) fand am 1. Februar 2020 um 21:00 Uhr (EET) statt. Vier Interpreten qualifizierten sich für das Finale.
| Platz | Startnr. | Interpret            | Lied Musik (M) und Text (T)                                                                                           | Sprache   | Übersetzung (Inoffiziell) | Jury    | Jury   | Zuschauer                  | Zuschauer | Gesamt |
| Platz | Startnr. | Interpret            | Lied Musik (M) und Text (T)                                                                                           | Sprache   | Übersetzung (Inoffiziell) | Stimmen | Punkte | Stimmen (Televoting & SMS) | Punkte    | Gesamt |
| ----- | -------- | -------------------- | --- | --------- | ------------------------- | ------- | ------ | -------------------------- | --------- | ------ |
| 1.    | 9        | Aistė Pilvelytė      | Unbreakable M: Thomas G:son, Johnny Sanchez; T: Thomas G:son                                                          | Englisch  | Für immer                 | 56      | 12     | 2.521                      | 10        | 22     |
| 2.    | 6        | The Roop             | On Fire M: Vaidotas Valiukevičius, Robertas Baranauskas, Mantas Banišauskas; T: Vaidotas Valiukevičius                | Englisch  | In Brand geraten          | 45      | 10     | 5.192                      | 12        | 22     |
| 3.    | 1        | KaYra                | Alligator M: Kristina Radžiukynaitė, Marius Leskauskas; T: Kristina Radžiukynaitė                                     | Englisch  | Alligator                 | 34      | 7      | 2.080                      | 8         | 15     |
| 4.    | 4        | Rūta Loop            | We Came from the Sun M: Rūta Žibaitytė, Kasparas Meginis, Edgaras Žaltauskas, Paulius Vaicekauskas; T: Rūta Žibaitytė | Englisch  | Wir kommen von der Sonne  | 35      | 8      | 1.224                      | 6         | 14     |
| 5.    | 3        | Baltos Varnos        | Namų dvasia M: Mildos Andrijauskaitė-Bakanauskienė, Terese Andrijauskaitė; T: Mildos Andrijauskaitė-Bakanauskienė     | Litauisch | Der Geist des Zuhauses    | 32      | 6      | 1.258                      | 7         | 13     |
| 6.    | 8        | Alen Chicco          | Somewhere Out There M: Tomas Alenčikas, Faustas Venckus; T: Tomas Alenčikas                                           | Englisch  | Irgendwo da draußen       | 29      | 5      | 1.096                      | 5         | 10     |
| 7.    | 7        | Kristina Jure        | My Sound of Silence M/T: Aurimas Papečkys                                                                             | Englisch  | Mein Klang der Stille     | 19      | 3      | 0963                       | 4         | 07     |
| 8.    | 5        | Gabrielius Vagelis   | Tave čia randu M/T: Gabrielius Vagelis                                                                                | Litauisch | Ich finde dich hier       | 24      | 4      | 0576                       | 2         | 06     |
| 9.    | 2        | Viktorija Miškūnaitė | The Ocean M/T: Jacob Jonia, Viktorija Miškūnaitė                                                                      | Englisch  | Der Ozean                 | 11      | 2      | 0862                       | 3         | 05     |

### Zweites Halbfinale
Das zweite Halbfinale (Pusfinalis 2) fand am 8. Februar 2020 um 21:00 Uhr (EET) statt. Vier Interpreten qualifizierten sich für das Finale. Am 2. Februar 2020 verkündete LRT, dass sich Evgenya Redko vom Wettbewerb zurückgezogen hat.
| Platz | Startnr. | Interpret       | Lied Musik (M) und Text (T)                                                                                                  | Sprache  | Übersetzung (Inoffiziell) | Jury                    | Jury                    | Zuschauer                  | Zuschauer               | Gesamt                  |
| Platz | Startnr. | Interpret       | Lied Musik (M) und Text (T)                                                                                                  | Sprache  | Übersetzung (Inoffiziell) | Stimmen                 | Punkte                  | Stimmen (Televoting & SMS) | Punkte                  | Gesamt                  |
| ----- | -------- | --------------- | --- | -------- | ------------------------- | ----------------------- | ----------------------- | -------------------------- | ----------------------- | ----------------------- |
| 1.    | 6        | Monika Marija   | If I Leave M: Monika Marija Paulauskaitė, Marius Leskauskas; T: Monika Marija Paulauskaitė                                   | Englisch | Wenn ich gehe             | 56                      | 12                      | 1.652                      | 10                      | 22                      |
| 2.    | 4        | Moniqué         | Make Me Human M/T: Vytautas Bikus                                                                                            | Englisch | Mach mich menschlich      | 54                      | 10                      | 2.618                      | 12                      | 22                      |
| 3.    | 1        | Meandi          | DRIP M/T: Saulius Šemiotas                                                                                                   | Englisch | Tropfen                   | 40                      | 8                       | 0486                       | 6                       | 14                      |
| 4.    | 8        | The Backs       | Fully M: Berta Timinskaitė, Artiomas Penkevičius, Algė Matekūnaitė, Eglė Gadeikytė, Silvija Pankūnaitė; T: Berta Timinskaitė | Englisch | Völlig                    | 28                      | 6                       | 0606                       | 8                       | 14                      |
| 5.    | 3        | Germanas Skoris | Chemistry (Breaking Free) M/T: Germanas Skoris                                                                               | Englisch | Chemie                    | 33                      | 7                       | 0339                       | 5                       | 12                      |
| 6.    | 5        | Rokas Povilius  | Vilnius Calling M/T: Rokas Povilius                                                                                          | Englisch | Vilnius ruft              | 26                      | 5                       | 0588                       | 7                       | 12                      |
| 7.    | 2        | Petunija        | Show Ya M: Agnė Šiaulytė, Kęstutis Vaitkevičius, Adas Gecevicius; T: Agnė Šiaulytė                                           | Englisch | –                         | 23                      | 4                       | 0195                       | 3                       | 7                       |
| 8.    | 7        | Andy Vaic       | Why Why Why M/T: Andrius Vaicenavičius                                                                                       | Englisch | Warum, warum, warum       | 15                      | 3                       | 0321                       | 4                       | 7                       |
| –     |          | Evgenya Redko   | Far M: Asaf Yehuda, Evgenya Redko, Rolands Venckys; T: Asaf Yehuda                                                           | Englisch | Was ist mit uns           | Teilnahme zurückgezogen | Teilnahme zurückgezogen | Teilnahme zurückgezogen    | Teilnahme zurückgezogen | Teilnahme zurückgezogen |

## Finale

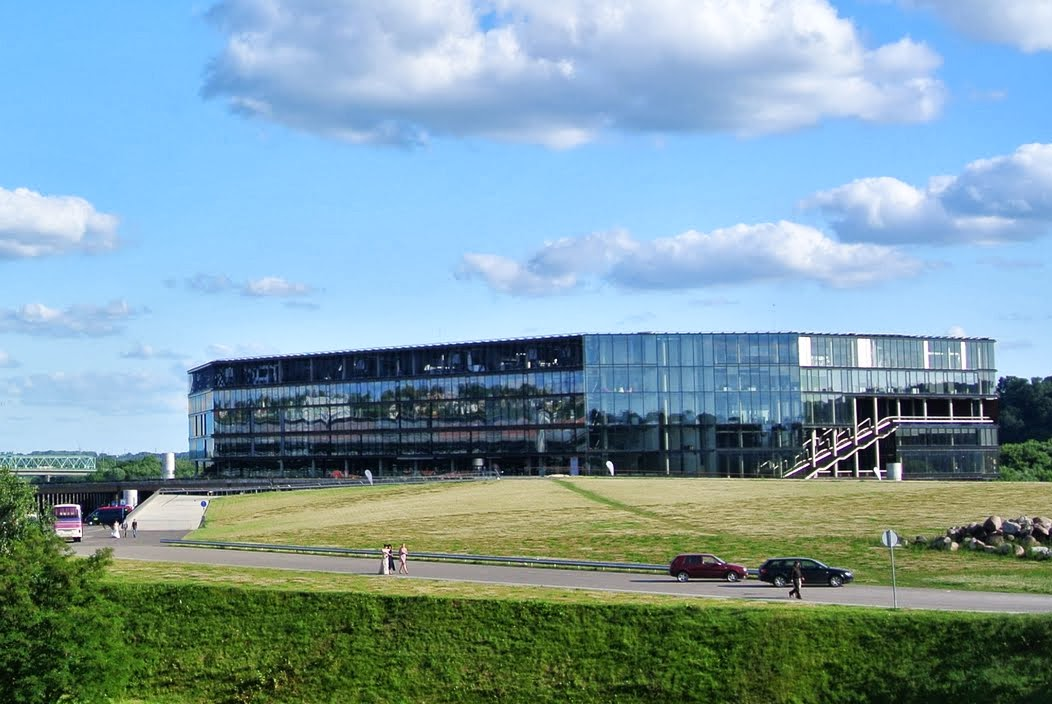
Žalgirio Arena

Das Finale (Finalai) fand am 15. Februar 2020 um 21:00 Uhr (EET) in der Žalgirio Arena in Kaunas statt. Die Band The Roop gewann sowohl das Jury- als auch das Televoting mit ihrem Lied On Fire. Die Jury bestand aus Zita Kaminska, Myles Jessop und Anthony Marshall. Aufgrund des unerwarteten hohen Anzahl an eingegangenen SMS-Stimmen, blieben 24.229 Zuschauerstimmen unberücksichtigt. Am 19. Januar 2020 veröffentlichte LRT in Absprache mit TCG Telecom und Grand Thornton Baltic das korrigierte Abstimmungsergebnis. Dieses ändert nicht das Endergebnis, erhöht aber die Gewinnspanne von THE ROOP, die ihren Abstand zur Zweitplatzierten Moniqué auf rund 35.000 Zuschauerstimmen ausbauen. Die 50.139 Zuschauerstimmen markieren einen neuen Abstimmungsrekord für einen Interpreten im Finale des litauischen Vorentscheides. Der Rekord lag bisher bei 32.669 Stimmen. 2006 erreichte die Gruppe LT United diesen Wert.
| Platz | Startnr. | Interpret       | Lied Musik (M) und Text (T)                                                                                                  | Sprache  | Übersetzung (Inoffiziell) | Jury    | Jury   | Zuschauerstimmen (Televoting & SMS) | Zuschauerstimmen (Televoting & SMS) | Zuschauerstimmen (Televoting & SMS) | Gesamt |
| Platz | Startnr. | Interpret       | Lied Musik (M) und Text (T)                                                                                                  | Sprache  | Übersetzung (Inoffiziell) | Stimmen | Punkte | Stimmen                             | %                                   | Punkte                              | Gesamt |
| ----- | -------- | --------------- | --- | -------- | ------------------------- | ------- | ------ | ----------------------------------- | ----------------------------------- | ----------------------------------- | ------ |
| 1.    | 6        | The Roop        | On Fire M: Vaidotas Valiukevičius, Robertas Baranauskas, Mantas Banišauskas; T: Vaidotas Valiukevičius                       | Englisch | In Brand geraten          | 128     | 12     | 50.139                              | 59,1 %                              | 12                                  | 24     |
| 2.    | 8        | Moniqué         | Make Me Human M/T: Vytautas Bikus                                                                                            | Englisch | Mach mich menschlich      | 101     | 10     | 15.962                              | 18,9 %                              | 10                                  | 20     |
| 3.    | 4        | Monika Marija   | If I Leave M: Monika Marija Paulauskaitė, Marius Leskauskas; T: Monika Marija Paulauskaitė                                   | Englisch | Wenn ich gehe             | 087     | 8      | 06.570                              | 07,7 %                              | 7                                   | 15     |
| 4.    | 2        | Rūta Loop       | We Came from the Sun M: Rūta Žibaitytė, Kasparas Meginis, Edgaras Žaltauskas, Paulius Vaicekauskas; T: Rūta Žibaitytė        | Englisch | Wir kommen von der Sonne  | 075     | 7      | 01.866                              | 02,2 %                              | 6                                   | 13     |
| 5.    | 1        | Aistė Pilvelytė | Unbreakable M: Thomas G:son, Johnny Sanchez; T: Thomas G:son                                                                 | Englisch | Für immer                 | 062     | 5      | 07.370                              | 08,7 %                              | 8                                   | 13     |
| 6.    | 5        | Meandi          | DRIP M/T: Saulius Šemiotas                                                                                                   | Englisch | Tropfen                   | 063     | 6      | 00703                               | 00,8 %                              | 3                                   | 9      |
| 7.    | 3        | KaYra           | Alligator M: Kristina Radžiukynaitė, Marius Leskauskas; T: Kristina Radžiukynaitė                                            | Englisch | Alligator                 | 047     | 4      | 01.308                              | 01,5 %                              | 5                                   | 9      |
| 8.    | 7        | The Backs       | Fully M: Berta Timinskaitė, Artiomas Penkevičius, Algė Matekūnaitė, Eglė Gadeikytė, Silvija Pankūnaitė; T: Berta Timinskaitė | Englisch | Völlig                    | 042     | 3      | 00966                               | 01,1 %                              | 4                                   | 7      |